# Rihanna
Rihanna, artiestennaam van Robyn Rihanna Fenty (Saint Michael, 20 februari 1988), is een Barbadiaanse zangeres.
In totaal heeft de zangeres wereldwijd 30 miljoen albums en 120 miljoen singles verkocht. In de Nederlandse Top 40 is zij een van de succesvolste artiesten ooit: in 2016 overtrof ze er het toenmalige puntenrecord van Madonna. In juni 2021 werd ze als succesvolste top 40-artiest aller tijden afgelost door David Guetta.

## Biografie
Rihanna werd geboren in Saint Michael, Barbados. Ze heeft twee jongere broers, twee halfzussen en een halfbroer. Rihanna zat op een gymnasium. In 2004 won ze een schoonheidswedstrijd en zong ze tijdens een talentenjacht op haar school Mariah Careys Hero. Producer Evan Rogers en zijn vrouw waren op vakantie in Barbados, en een vriend stelde Rogers voor aan Rihanna. Haar demo's werden naar meerdere platenmaatschappijen gestuurd, waaronder Def Jam Recordings, waar Rihanna uiteindelijk een contract tekende. Rihanna's vader Ronald worstelde jarenlang met een crackverslaving, wat veel effect heeft gehad op haar leven.

## Carrière
Rihanna's debuutalbum, Music of the Sun, werd uitgebracht op 31 augustus 2005. Daarvan kwamen de singles Pon de Replay en If It's Lovin' that You Want uit. Haar debuutsingle Pon de Replay kwam op 11 oktober 2005 uit en werd een wereldwijd succes. De single kwam op de tweede plek in de Amerikaanse Billboard Hot 100 en de Britse UK Singles Chart. In de Vlaamse Ultratop 50 belandde het op nummer 5. In de Nederlandse Top 40 was Pon de Replay minder succesvol en kwam niet verder dan de achttiende plek. De single was geschreven door Rihanna's ontdekkers Carl Sturken en Evan Rogers in samenwerking met Rihanna.
Music of the Sun kwam in de top 10 van de Verenigde Staten (op 10) en Canada (op 7), en kreeg in de Verenigde Staten de gouden status en wereldwijd die van platina door twee miljoen verkochte exemplaren. Om haar album te promoten, toerde ze met zangeres Gwen Stefani. Rihanna's tweede single If It's Lovin' that You Want was minder succesvol. De single bereikte de 36e plaats in de Verenigde Staten, 25e in Vlaanderen, nummer 17 in Nederland en nummer 11 in het Verenigd Koninkrijk. De derde single, Let Me, werd alleen uitgebracht in Japan, waar hij tot nummer 8 op de hitlijsten kwam.

### Tweede album
Acht maanden nadat Rihanna Music of the Sun uitbracht, kwam haar tweede album A Girl Like Me uit. Rihanna schreef eraan mee, samen met Nike en J.C. Penney. De eerste single van het album, getiteld SOS, was een groot internationaal succes, en werd gebruikt voor een deal met Nike. Voor het nummer werden twee videoclips gemaakt, een voor op televisie en een speciaal voor Nike. Het lied bereikte de eerste positie in de Verenigde Staten, waarmee ze haar eerste nummer 1-hit in dat land scoorde. Het werd haar eerste top 10-hit in de Nederlandse Top 40, waar het op nummer 4 terechtkwam. Ook in Vlaanderen werd het een hit met de tweede plek als hoogtepunt. De single die daarna uitkwam, getiteld Unfaithful, was geschreven door r&b-singer-songwriter Ne-Yo en heeft vreemdgaan en schuldgevoel als thema. Wederom haalde het hoge posities in Nederland, de Verenigde Staten, het Verenigd Koninkrijk en Vlaanderen met respectievelijk de vierde, zesde, tweede en derde plek. We Ride volgde Unfaithful op, maar had niet het succes van de voorgaande singles. De vierde single, Break It Off, was een samenwerking met Sean Paul en werd uitgebracht in de Verenigde Staten en enkele Europese landen. De managers van Rihanna en Sean Paul hadden besloten geen muziekvideo op te nemen.
Rihanna nam ook het nummer Just Be Happy van Ne-Yo op, voor de promotie van een geurtje van Clinique. Daarnaast promootte ze P&G's deodorant Secret, waarvoor ze Winning Women met Nicole Scherzinger opnam.

### Good Girl Gone Bad
Op 1 juni 2007 werd het derde album van Rihanna in Nederland uitgebracht: Good Girl Gone Bad. Daarmee ging ze, zoals de albumtitel al aanduidt, een meer sexy kant op, en ook sloeg ze muzikaal een andere weg in door het gebruik van meer poprock- en dance-invloeden. De eerste single Umbrella was wereldwijd Rihanna's grootste hit. In de Billboard Hot 100 stond hij zeven weken op nummer 1 en hij was daar de op een na grootste single van 2007, na Beyoncés Irreplaceable. Rihanna scoorde met het nummer in de Verenigde Staten haar vijfde top 10-hit in een periode van minder dan twee jaar. In het Verenigd Koninkrijk was het Rihanna's eerste nummer 1-hit. Het nummer bleef tien weken op de eerste plaats staan, het langst sinds tien jaar. Ook in België was het Rihanna's eerste nummer 1-hit. In Nederland kwam de single tot nummer 2. Umbrella was wereldwijd de meest succesvolle single van 2007, waar ze Amy Winehouse' Rehab en Timbalands Apologize mee versloeg.
De tweede single Shut Up and Drive werd Rihanna's vijfde top 10-hit in het Verenigd Koninkrijk en Vlaanderen waar hij respectievelijk op nummer 5 en nummer 9 kwam. In de Hot 100 kwam hij tot nummer 15 en in Nederland op de vijfde plek. Opvolger Don't Stop the Music zou oorspronkelijk alleen in de dancescene gedraaid worden, maar werd door het grote aantal muziekdownloads en de vele airplay toch uitgebracht op single. Het behaalde de derde plaats in de Amerikaanse hitlijst, een vierde in het Verenigd Koninkrijk, waar de single al twee maanden voor uitgave van de single in de hitlijst stond. In Nederland en Vlaanderen werd het nummer een nummer 1-hit. Als vierde single werd Hate That I Love You uitgebracht, een duet met Ne-Yo, dat in Nederland een zevende plaats in de top 40 haalde. In de Verenigde Staten en het Verenigd Koninkrijk, waar het nummer eerder uitkwam dan Don't Stop the Music, werd het nummer ook een hit.
Rihanna bracht Good Girl Gone Bad: Reloaded uit en midden 2008 kwam daar de eerste single van uit: Take a Bow. In zowel de Verenigde Staten als het Verenigd Koninkrijk kwam het nummer op de eerste plaats terecht. In Nederland kwam het tot de derde plaats. Ook het nummer If I Never See Your Face Again was afkomstig van Good Girl Gone Bad: Reloaded, een nummer in samenwerking met Maroon 5. Disturbia was de zevende single van het album en ook deze deed het goed. Als achtste en laatste single koos ze voor Rehab met Justin Timberlake, dat in Nederland de derde positie bereikte. Het album is het best verkochte album van de zangeres tot nu toe, en heeft in de Verenigde Staten al de meervoudige platina status bereikt. In dat jaar was ze ook als gastartiest te horen op een single van T.I. getiteld Live Your Life. Good Girl Gone Bad: The Remixes werd in 2009 uitgebracht met daarop remixen van de liedjes van Good Girl Gone Bad.
Rihanna startte 12 september 2007 de Good Girl Gone Bad Tour door Canada, de Verenigde Staten en later ook door Europa. Haar optreden in de Manchester Evening News Arena op 6 december is op de dvd Good Girl Gone Bad Live te zien. Op 21 november 2007 gaf Rihanna een concert in de Heineken Music Hall. De volgende dag stond ze ook in België op het podium van Vorst Nationaal in Brussel. Op 12 juli 2008 kwamen honderdduizend bezoekers naar het Casablanca Stadium in Marokko om Rihanna te zien optreden, wat haar grootste publiek ooit was. Tijdens het vervolg van de Good Girl Gone Bad Tour in het oosten had Rihanna last van de hitte. Ze rende van het podium toen ze de laatste zinnen van Umbrella samen met Chris Brown zong. Ook in Singapore waren er problemen tijdens de opening van het concert. Door een onbekende reden stopte haar microfoon tijdens Disturbia. Ook toerde ze met artiesten als Kanye West en N.E.R.D in de Glow in the Dark Tour.

### Aidsbestrijding
Met H&M begon Rihanna een campagne tegen hiv/aids. Hiervoor gebruikt ze de opbrengsten van de door haar ontworpen kledinglijn Fashion Against Aids. Rihanna bracht ook een paraplulijn uit, met een knipoog naar haar single Umbrella. Op 21 februari werd Rihanna in Barbados vereerd met een nationaal feest. Rihanna Day wordt sindsdien ieder jaar gevierd in haar vaderland Barbados.

### Rated R.

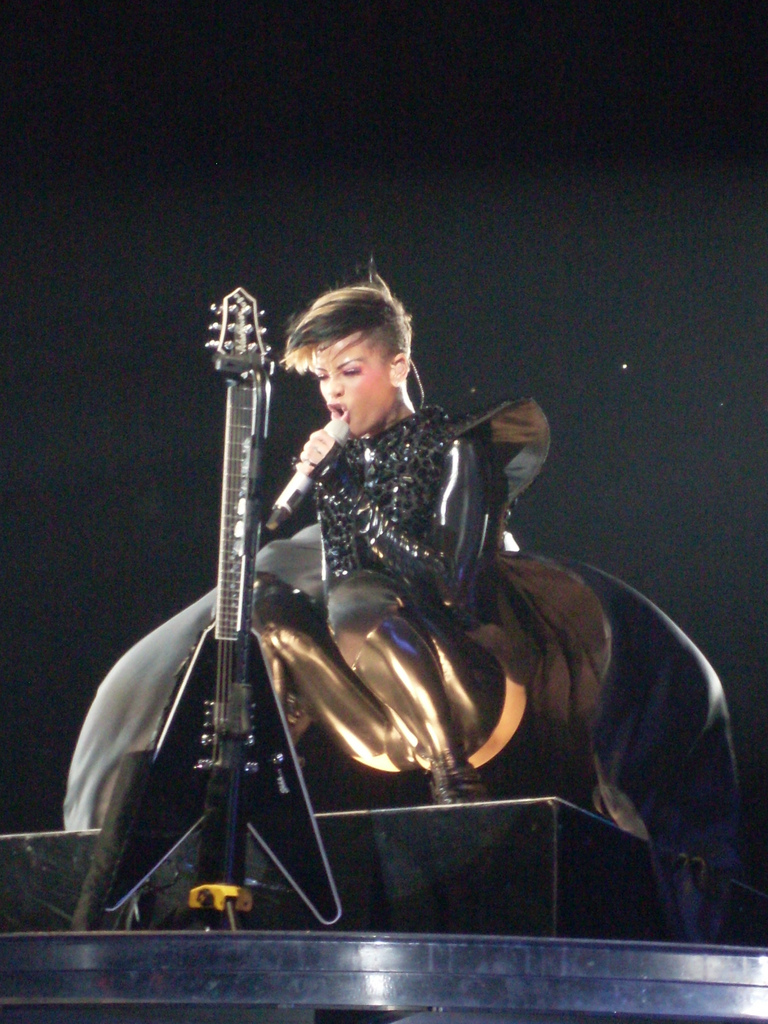
Rihanna zingt Rockstar 101 tijdens Last Girl on Earth Tour in Antwerpen in België.

Eind 2008 begon Rihanna te werken aan een nieuw album en wilde daarmee de kant inslaan van de Good Girl Gone Bad-nummers Disturbia, Shut Up and Drive en Breakin' Dishes. Uiteindelijk bestond het album Rated R. uit door r&b geïnspireerde nummers.
In juli 2009 kwam Run This Town uit, geschreven door Jay-Z, Rihanna en Kanye West. Het piekte op nummer 2 in de Verenigde Staten. In de lente van 2010 verscheen Rated R: Remixed. Bij de 52e Grammy Awards won Run This Town twee prijzen, waaronder Best Rap Song en Best Rap/Sung Collaboration.
Op 20 oktober werd de eerste single Russian Roulette uitgebracht. Vlak voor de release van Rated R. kwam Hard uit, een samenwerking met rapper Young Jeezy in de Verenigde Staten, met een klein succes in diverse landen. Daarna volgde de single Rude Boy, die in vele landen een nummer 1-hit werd. Later volgde de single Te Amo, terwijl ondertussen in Amerika het nummer Rockstar 101 uitkwam, een samenwerking met Slash. Wait Your Turn werd de promotiesingle van het album. Het piekte op nummer 17 in het Verenigd Koninkrijk.
Om het album te promoten, ging Rihanna op tournee. De Last Girl on Earth Tour begon in het Sportpaleis in Antwerpen.

### Loud

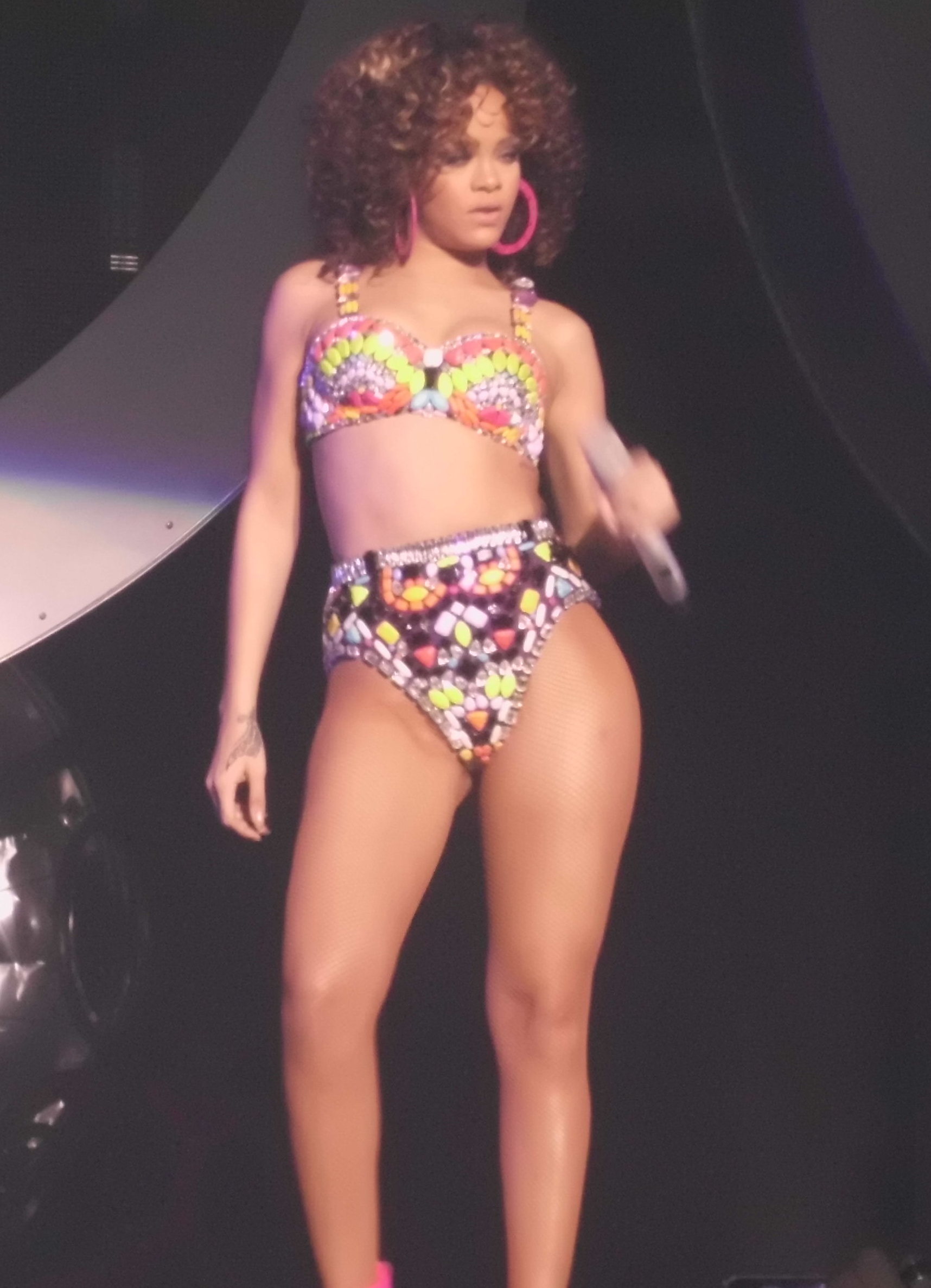
Rihanna tijdens haar Loud Tour in Hannover, Duitsland in november 2011.

Loud werd op 12 november in Nederland en België uitgebracht. De eerste single Only Girl (In the World) werd op 10 september 2010 als download uitgebracht. De eerder gelekte single Who's That Chick?, een samenwerkingsproject met David Guetta, stond echter niet op het album, maar was promotie voor het chipsmerk Doritos en stond op de heruitgave van Guetta's album One Love. De tweede single werd What's My Name?, een duet met Drake. Op de veelbesproken derde single S&M laat Rihanna zich van haar meest seksuele kant zien. Het nummer zorgde al voor veel kritiek in verschillende landen waaronder Amerika en werd in het Verenigd Koninkrijk onder de alternatieve titel Come On uitgebracht. Op 11 april werd van S&M een remix met Britney Spears uitgebracht. Ook was er een samenwerking met Kanye West in het nummer All of the Lights van zijn album My Beautiful Dark Twisted Fantasy.
De daaropvolgende single werd door de fans gekozen. Ze konden kiezen uit Man Down, Fading, California King Bed en Cheers (Drink to That), wat uiteindelijk California King Bed werd. De videoclip daarvan kwam op 9 mei 2011 uit. In de Verenigde Staten werd echter Man Down nog voor California King Bed uitgebracht. De clip van Man Down werd opgenomen in Jamaica, die op 1 juni uitkwam. Cheers (Drink to That) is in sommige landen, waaronder België, ook uitgegeven als single. Nederland daarentegen werd deze keer overgeslagen.
Ter promotie van het album trad ze op bij de Saturday Night Live-Show, Today Show, de Grammy Awards, de Billboard Music Awards en meer. Op 4 juni 2011 startte ze met haar Loud Tour, die eindigde op 23 december. Op sommige data kwamen Drake, Jay-Z of Kanye West ook het podium op. In de Verenigde Staten waren B.o.B en J. Cole de openingsacts, in Europa verzorgde de dj Calvin Harris het voorprogramma. Rihanna gelastte twee concerten in Zweden af vanwege griep. Loud Tour behaalde de zevende plaats in een lijst van de succesvolste concerten van 2011.

### Talk That Talk
De bedoeling om een luxe versie van Loud uit te brengen werd uiteindelijk geschrapt ten faveure van een nieuw album Talk That Talk. De eerste single We Found Love werd op donderdag 22 september 2011 uitgebracht. Dit nummer werd geproduceerd door Calvin Harris.
Door het nummer We Found Love werd Rihanna de snelst verkochte soloartiest in de hitlijstgeschiedenis met twintig top 10-singles, waarmee ze het vorige record van Madonna brak. Het werd achtereenvolgend dancesmash en alarmschijf bij Radio 538, iets wat niet eerder voorkwam. Er is ook een officiële remix van We Found Love samen met de Amerikaanse rapper Flo Rida. You da One werd uitgebracht als de tweede single, maar deed commercieel niet veel. Where Have You Been werd de derde internationale single van het album Talk That Talk. Andere singles waren Talk That Talk, Birthday Cake en Cockiness (Love It). Rihanna verscheen ook in Oprah's Next Chapter. Op 6 september 2012 trad ze op tijdens de MTV Video Music Awards met Cockiness (Love It) en We Found Love. Tijdens het optreden waren zowel ASAP Rocky als Calvin Harris gastperformers.
Rihanna was een van de muzikale gasten bij de slotceremonie van de Paralympische Spelen van 2012, waar ze de nummers We Found Love, Princess of China met Coldplay en Run This Town met Jay-Z opvoerde. Princess of China, het duet met Coldplay, werd als de vierde single van het Coldplay-album Mylo Xyloto uitgebracht.
In februari 2011 bracht Rihanna haar eigen parfum uit, genaamd Reb'L Fleur, een verwijzing naar de tatoeage in haar hals.

### Unapologetic

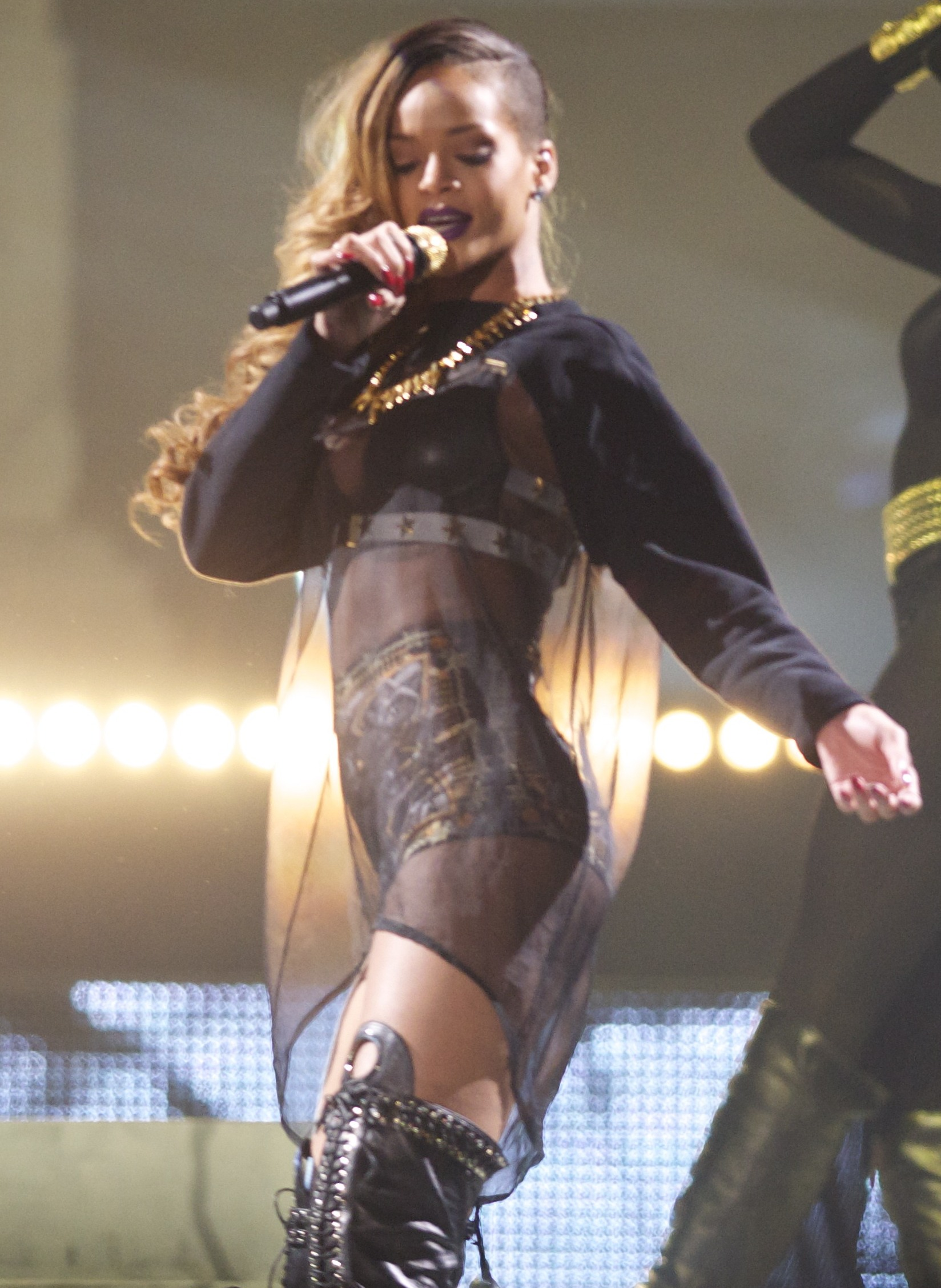
Rihanna tijdens een optreden van haar Diamonds World Tour in 2013.

Het zevende album, Unapologetic, kwam wereldwijd uit op 19 november 2012, en in Nederland op 20 november. Het album werd in de Verenigde Staten in de eerste week 238 duizend keer verkocht, meer dan van Loud in de eerste week, waarmee het haar bestverkopende week van haar carrière werd. Het album bereikte de nummer 1-positie in de Amerikaanse Billboard 200 en werd daarmee haar eerste nummer 1-album in dat land. In Vlaanderen werd het album 15 duizend keer verkocht en kreeg het de gouden status. In totaal werden er 2,3 miljoen exemplaren van Unapologetic verkocht in 2012, waarmee het op nummer 8 in de lijst van de bestverkochte albums van 2012 belandde. In mei 2013 stond de teller op 3 miljoen verkochte exemplaren in zes maanden.
Diamonds, werd op 26 september 2012 als eerste single van Unapologetic uitgebracht, waarmee ze haar twaalfde nummer 1-single haalde in de Billboard Hot 100. Het nummer werd de langstgenoteerde single van Rihanna in de Nederlandse hitlijsten en de Vlaamse Radio 2 Top 30, waardoor het in Nederland en Vlaanderen haar grootste hit werd. De single werd in mei 2013 7,5 miljoen verkocht, en werd daarmee een van de bestverkochte singles aller tijden. Op 16 november 2012 werd hier een remix van gemaakt, in samenwerking met Kanye West. De tweede single van het album werd Stay, een samenwerking met Mikky Ekko. In Nederland en Vlaanderen bereikte de single de top 3. De single werd tevens een Alarmschijf. In de Verenigde Staten werd Pour It Up als de derde single van het album uitgebracht. De officiële remix ervan met rap versies van T.I., Young Jeezy, Rick Ross en Juicy J kwam wereldwijd uit op 20 maart via iTunes. In mei werd Right Now wereldwijd als de derde (vierde in de Verenigde Staten) uitgebracht. Eerder werd al bekend dat Right Now de tweede single van het album zou worden, maar uiteindelijk werd de tweede single toch Stay. Alsnog kreeg Right Now hitnoteringen in verschillende landen door hoge downloadantallen en radioairplay. Het behaalde hierdoor voor de release al de top 50. Right Now werd door Radio538 tot dancesmash verkozen op 18 mei 2013.
Van 14 tot 21 november toerde Rihanna met de 777 Tour, waarmee ze in zeven dagen zeven optredens gaf op zeven verschillende plaatsen, gevolgd door de Diamonds World Tour, die op 8 maart 2013 begon. Er staan tot 14 november 86 concerten op het programma. Op 23 en 24 juni 2013 trad Rihanna op in het Amsterdamse Ziggo Dome.
Van de 777 Tour werd ook een dvd gemaakt. Hierop staat een documentaire over Rihana's tournee. Het kwam op 25 mei 2013 op nummer 28 in de Nederlandse DVD Music Top 30 binnen.
Op 10 februari 2013 werden de Grammy Awards uitgereikt, waarbij Rihanna een prijs won voor Best Short Form Music Video (beste videoclip) voor (We Found Love). Dit was haar zevende Grammy. Ook zong ze samen met Mikky Ekko Stay achter de piano.
Op 3 juni 2013 werd de officiële remix van Wale's Bad uitgebracht, met een ingezongen refrein door Rihanna.
De Amerikaanse presentator Ryan Seacrest zei in American Idol dat Rihanna waarschijnlijk na haar Diamonds World Tour een jaar eruit wilde. "Zeven hitalbums in zeven jaar, uitverkochte concerten, maar bronnen zeggen dat ze na afloop van deze tournee een jaar neemt om tot rust te komen", aldus Seacrest. Op 29 augustus kwam What Now uit. Op 7 september kwam dit in de Nederlandse tipparade.

### Anti
Op 24 januari 2015 verscheen van zangeres Rihanna, rapper Kanye West en ex-Beatle Paul McCartney een samenwerkingsproject. De single FourFiveSeconds werd meteen uitgeroepen tot alarmschijf en op NPO 3FM gebombardeerd tot 3FM Megahit. Het nummer zou een voorloper zijn van Rihanna's volgende studioalbum. Op 26 maart 2015 werd een volgende single uitgebracht, Bitch Better Have My Money, en American Oxygen verscheen op 5 april 2015 via Tidal.
In oktober 2015 werd bekend dat Rihanna een contract van 25 miljoen dollar met Samsung had afgesloten. In ruil voor promotie van de Samsung Galaxy-telefoonlijn sponsorde Samsung de uitgave van het komende album, dat Anti zou gaan heten, en de bijbehorende wereldtournee. De Anti World Tour werd aangekondigd op 23 november 2015.
Op 27 januari 2016 verscheen er na tien maanden nog een single, getiteld Work, een samenwerking met rapper Drake. Dit nummer werd een groot succes. Het werd in acht landen een nummer 1-hit, waaronder in de Verenigde Staten en Nederland. Diezelfde dag nog werd het album Anti per ongeluk gelekt door Tidal. Rihanna reageerde meteen en het album werd officieel gereleased op 28 januari 2016, fans konden vanaf die dag het album gratis streamen via Tidal. Vanaf 30 januari lag het album ook wereldwijd in de winkelrekken. Opvallend is dat Rihanna's voorafgaande singles FourFiveSeconds, Bitch Better Have My Money en American Oxygen niet op het album staan.
De Anti World Tour startte in februari 2016. In Noord-Amerika werd Rihanna vergezeld door Travis Scott, en in Europa door The Weeknd en Big Sean. In 2017 verschenen er verschillende samenwerkingen met Rihanna : Selfish met Future, Wild Thoughts met DJ Khaled, die een grote hit werd en Loyalty met Kendrick Lamar. Voor die laatste single kreeg de zangeres haar negende Grammy Award. Ook maakte Rihanna deel uit van het comeback album van de band N.E.R.D. De single Lemon werd vooral in de Verenigde Staten en Canada bekend. 
Naast zingen kroop de zangeres in verschillende rollen, ze mocht onder andere spelen in een horrorserie Bates Motel, ook had ze een hoofdrol in Valerian and the City of a Thousand Planets, waar ook Cara Delevingne een rol in had. Rihanna kreeg ook een rol in de comedyfilm Ocean's 8, die uitkwam in juni 2018. 

### Negende studioalbum
Rihanna gaf officieel aan dat ze druk bezig met het werken aan een negende studioalbum, enkele maanden na het releasen van Anti. Later werd bekend dat het album in 2019 zou uitkomen. 8 jaar later is er nog steeds geen teken van het negende album. Rihanna gaf wel aan dat ze terug in de studio gesprongen is en ze zou er mee bezig zijn, maar voor wanneer het album is weet nog niemand.

## Privéleven
Op 8 februari 2009 zou Rihanna met haar toenmalige vriend Chris Brown optreden tijdens de Grammy Awards. Nog voordat de show begon, gaf Brown zich bij de politie aan voor het mishandelen van Rihanna. Een omstander belde 911. Rihanna werd naar het ziekenhuis gebracht met blauwe plekken en verwondingen. Een foto van haar verwondingen werd geplaatst op de website TMZ.com. Half april 2009 maakte Rihanna bekend dat ze de relatie beëindigd had.
Met rapper Rakim Mayers, beter bekend als ASAP Rocky, kreeg ze twee zoons, geboren in 2022 en 2023. Op de MET gala van 2025 kondigde ze aan dat ze zwanger is van een derde kind.

## Muziekstijl en thema's
Rihanna's stijl was op haar eerste twee albums r&b met reggae- en popinvloeden. Op haar derde album ging ze een totaal andere kant op met invloeden uit de dance, electropop en rock. Rihanna's muzikale inspiraties zijn onder meer Beyoncé en Mariah Carey. Haar grote idool is Whitney Houston, en ze groeide op met de muziek van Bob Marley.

## Zakenvrouw
Rihanna heeft recentelijk ook veel successen als zakenvrouw, onder andere als CEO van Fenty Beauty waar ze 50% eigenaar van is, en in 2021 dankzij het wereldwijde succes van dit bedrijf is ze miljardair geworden met een vermogen van 1,7 miljard dollar.
Ze is ook eigenaar van haar eigen modeimperium Fenty, en make up project Fenty Skin.
In oktober 2010 stapte Rihanna over naar Roc Nation Management en begon ze haar eigen bedrijf, wat betekent dat haar latere muziek-, film- en mode-projecten onder Rihanna Entertainment vallen.

## Prijzen
Rihanna was in 2008 voor vier Grammy Awards genomineerd; voor Umbrella (Record of the Year en Best Rap/Sung Collaboration, met Jay-Z), voor Hate That I Love You (Best R&B Performance by a Duo or Group with Vocals, met Ne-Yo), en voor Don't Stop the Music (Best Dance Recording). Ze won uiteindelijk de Award voor Best Rap/Sung Collaboration. Daarna is ze (tot 2018) nog 29 keer genomineerd voor een Grammy Award, waarvan ze er 8 won: in 2010 twee voor Run This Town (Best Rap/Sung Collaboration en Best Rap Song, met Jay-Z en Kanye West), in 2011 voor Only Girl (In the World) (Best Dance Recording), in 2012 voor All of the Lights (Best Rap/Sung Collaboration, met Kanye West), in 2013 voor We Found Love (Best Short Form Music Video), in 2014 voor Unapologetic (Best Urban Contemporary Album), in 2015 voor The Monster (Best Rap/Sung Collaboration, met Eminem), en in 2018 voor Loyalty (Best Rap/Sung Performance, met Kendrick Lamar). In 2017 was ze voor acht Grammy Awards genomineerd, maar won er geen.
In 2012 werd Rihanna zesmaal genomineerd voor een VMA, onder meer voor We Found Love, Take Care, Where Have You Been en Princess of China. Uiteindelijk won ze de prijs voor Video of the Year van We Found Love. Rihanna is daarnaast ook nog zesmaal genomineerd voor een EMA van 2012. In 2013 wint ze de Franse muziekprijs NRJ Music Award.
Als eerste artiest had Rihanna twee Alarmschijven op Radio 538 achter elkaar, namelijk in 2008 voor If I Never See Your Face Again en Take a Bow.

## Discografie

### Albums
| Album met eventuele hitnotering(en) in de Nederlandse Album Top 100 | Datum van verschijnen | Datum van binnenkomst | Hoogste positie | Aantal weken | Opmerkingen |
| ------------------------------------------------------------------- | --------------------- | --------------------- | --------------- | ------------ | ----------- |
| Music of the Sun                                                    | 30-08-2005            | 29-04-2006            | 98              | 1            |             |
| A Girl Like Me                                                      | 25-04-2006            | 13-05-2006            | 14              | 33           |             |
| Good Girl Gone Bad                                                  | 01-06-2007            | 09-06-2007            | 20              | 210*         | Platina     |
| Rated R.                                                            | 23-11-2009            | 28-11-2009            | 18              | 41           |             |
| Loud                                                                | 12-11-2010            | 20-11-2010            | 6               | 108          |             |
| Talk That Talk                                                      | 18-11-2011            | 26-11-2011            | 6               | 18           |             |
| Unapologetic                                                        | 19-11-2012            | 24-11-2012            | 6               | 105          |             |
| Anti                                                                | 28-01-2016            | 06-02-2016            | 3               | 105          |             |

| Album met hitnotering(en) in de Vlaamse Ultratop 200 albums | Datum van verschijnen | Datum van binnenkomst | Hoogste positie | Aantal weken | Opmerkingen |
| ----------------------------------------------------------- | --------------------- | --------------------- | --------------- | ------------ | ----------- |
| A Girl Like Me                                              | 2006                  | 06-05-2006            | 10              | 36           | Goud        |
| Good Girl Gone Bad                                          | 2007                  | 09-06-2007            | 9               | 414*         | 2x Platina  |
| Rated R.                                                    | 2009                  | 28-11-2009            | 16              | 41           | Goud        |
| Loud                                                        | 2010                  | 20-11-2010            | 3               | 285*         | Platina     |
| Talk That Talk                                              | 2011                  | 26-11-2011            | 3               | 18           | Goud        |
| Unapologetic                                                | 2012                  | 01-12-2012            | 2               | 124*         | Goud        |
| Anti                                                        | 2016                  | 02-05-2016            | 8               | 244*         | 2x Platina  |

### Singles
| Single met eventuele hitnotering(en) in de Nederlandse Top 40 | Datum van verschijnen | Datum van binnenkomst | Hoogste positie | Aantal weken | Opmerkingen                                                                |
| ------------------------------------------------------------- | --------------------- | --------------------- | --------------- | ------------ | -------------------------------------------------------------------------- |
| Pon de Replay                                                 | 22-08-2005            | 10-09-2005            | 18              | 10           | Nr. 15 in de Single Top 100                                                |
| If It's Lovin' that You Want                                  | 28-11-2005            | 11-02-2006            | 17              | 7            | Nr. 13 in de Single Top 100                                                |
| SOS                                                           | 07-03-2006            | 29-04-2006            | 4               | 13           | Nr. 6 in de Single Top 100 / Alarmschijf                                   |
| Unfaithful                                                    | 17-07-2006            | 22-07-2006            | 4               | 16           | Nr. 9 in de Single Top 100 / Alarmschijf                                   |
| We Ride                                                       | 23-10-2006            | 11-11-2006            | tip2            | -            | Nr. 60 in de Single Top 100                                                |
| Umbrella                                                      | 20-05-2007            | 26-05-2007            | 2               | 19           | met Jay-Z / Nr. 2 in de Single Top 100 / Alarmschijf                       |
| Shut Up and Drive                                             | 12-08-2007            | 01-09-2007            | 5               | 12           | Nr. 7 in de Single Top 100 / Alarmschijf                                   |
| Don't Stop the Music                                          | 15-10-2007            | 10-11-2007            | 1(2wk)          | 20           | Nr. 1 in de Single Top 100 / Alarmschijf                                   |
| Hate That I Love You                                          | 28-01-2008            | 23-02-2008            | 7               | 12           | met Ne-Yo / Nr. 22 in de Single Top 100 / Alarmschijf                      |
| Take a Bow                                                    | 09-05-2008            | 07-06-2008            | 3               | 15           | Nr. 10 in de Single Top 100 / Alarmschijf                                  |
| If I Never See Your Face Again                                | 04-06-2008            | 07-06-2008            | 11              | 18           | met Maroon 5 / Nr. 20 in de Single Top 100 / Alarmschijf                   |
| Disturbia                                                     | 26-09-2008            | 23-08-2008            | 10              | 17           | Nr. 12 in de Single Top 100 / Alarmschijf                                  |
| Live Your Life                                                | 23-09-2008            | 22-11-2008            | 5               | 11           | met T.I. / Nr. 21 in de Single Top 100 / Alarmschijf                       |
| Rehab                                                         | 06-10-2008            | 17-01-2009            | 3               | 12           | Nr. 18 in de Single Top 100 / Alarmschijf                                  |
| Run This Town                                                 | 04-09-2009            | 12-09-2009            | 10              | 11           | met Jay-Z & Kanye West / Nr. 30 in de Single Top 100                       |
| Russian Roulette                                              | 13-11-2009            | 14-11-2009            | 7               | 15           | Nr. 15 in de Single Top 100                                                |
| Rude Boy                                                      | 17-02-2010            | 06-03-2010            | 9               | 15           | Nr. 15 in de Single Top 100                                                |
| Te Amo                                                        | 28-05-2010            | 10-07-2010            | 31              | 5            |                                                                            |
| Love the Way You Lie                                          | 09-08-2010            | 10-07-2010            | 4               | 17           | met Eminem / Nr. 5 in de Single Top 100 / Alarmschijf                      |
| Only Girl (In the World)                                      | 13-09-2010            | 25-09-2010            | 2               | 24           | Nr. 2 in de Single Top 100 / Alarmschijf                                   |
| Who's That Chick?                                             | 08-11-2010            | 04-12-2010            | 6               | 23           | met David Guetta / Nr. 16 in de Single Top 100                             |
| What's My Name?                                               | 15-11-2010            | 18-12-2010            | 23              | 7            | met Drake / Nr. 20 in de Single Top 100 / Alarmschijf                      |
| S&M                                                           | 24-01-2011            | 19-02-2011            | 8               | 13           | Nr. 7 in de Single Top 100 / Alarmschijf                                   |
| California King Bed                                           | 11-04-2011            | 21-05-2011            | 9               | 15           | Nr. 19 in de Single Top 100 / Alarmschijf                                  |
| Man Down                                                      | 27-06-2011            | 30-07-2011            | 3               | 18           | Nr. 4 in de Single Top 100                                                 |
| We Found Love                                                 | 22-09-2011            | 08-10-2011            | 3               | 22           | met Calvin Harris / Nr. 3 in de Single Top 100 / Alarmschijf               |
| You da One                                                    | 14-11-2011            | 03-12-2011            | 28              | 4            | Nr. 53 in de Single Top 100 / Alarmschijf                                  |
| Talk That Talk                                                | 12-01-2012            | 11-02-2012            | 29              | 5            | met Jay-Z / Nr. 61 in de Single Top 100 / Alarmschijf                      |
| Princess of China                                             | 13-04-2012            | 25-02-2012            | 20              | 6            | met Coldplay / Nr. 48 in de Single Top 100 / Alarmschijf                   |
| Where Have You Been                                           | 23-04-2012            | 05-05-2012            | 12              | 18           | Nr. 15 in de Single Top 100                                                |
| Diamonds                                                      | 24-09-2012            | 06-10-2012            | 3               | 26           | Nr. 4 in de Single Top 100 / Alarmschijf                                   |
| Stay                                                          | 14-01-2013            | 23-02-2013            | 3               | 25           | met Mikky Ekko / Nr. 3 in de Single Top 100 / Alarmschijf                  |
| Right Now                                                     | 26-11-2012            | 01-06-2013            | 28              | 6            | met David Guetta / Nr. 54 in de Single Top 100                             |
| What Now                                                      | 29-08-2013            | 05-10-2013            | 24              | 5            | Nr. 52 in de Single Top 100 / Alarmschijf                                  |
| The Monster                                                   | 28-10-2013            | 09-11-2013            | 2               | 26           | met Eminem / Nr. 3 in de Single Top 100 / Alarmschijf                      |
| Can't Remember to Forget You                                  | 13-01-2014            | 01-02-2014            | 15              | 9            | met Shakira / Nr. 26 in de Single Top 100 / Alarmschijf                    |
| FourFiveSeconds                                               | 24-01-2015            | 07-02-2015            | 2               | 24           | met Kanye West & Paul McCartney / Nr. 2 in de Single Top 100 / Alarmschijf |
| Bitch Better Have My Money                                    | 03-04-2015            | 04-04-2015            | tip2            | -            | Nr. 37 in de Single Top 100                                                |
| American Oxygen                                               | 14-04-2015            | 02-05-2015            | tip5            | -            | Nr. 43 in de Single Top 100                                                |
| Work                                                          | 27-01-2016            | 20-02-2016            | 2               | 15           | met Drake / Nr. 1 in de Single Top 100                                     |
| Kiss It Better                                                | 30-03-2016            | 09-04-2016            | tip6            | -            |                                                                            |
| Famous                                                        | 01-04-2016            | 23-04-2016            | tip7            | -            | met Kanye West & Swizz Beatz / Nr. 55 in de Single Top 100                 |
| Needed Me                                                     | 30-03-2016            | -                     |                 |              | Nr. 42 in de Single Top 100                                                |
| This Is What You Came For                                     | 29-04-2016            | 14-05-2016            | 3               | 23           | met Calvin Harris / Nr. 3 in de Single Top 100 / Alarmschijf               |
| Too Good                                                      | 2016                  | 18-06-2016            | 9               | 15           | met Drake / Nr. 6 in de Single Top 100                                     |
| Love on the Brain                                             | 2016                  | 20-08-2016            | tip21           | -            |                                                                            |
| Love on the Brain                                             | 2016                  | 15-04-2017            | tip6            | -            | Re-entry                                                                   |
| Loyalty                                                       | 2017                  | -                     |                 |              | met Kendrick Lamar / Nr. 42 in de Single Top 100                           |
| Wild Thoughts                                                 | 2017                  | 01-07-2017            | 6               | 16           | met DJ Khaled & Bryson Tiller / Nr. 5 in de Single Top 100 / Alarmschijf   |
| Lemon                                                         | 2017                  | 11-11-2017            | tip9            | -            | met N.E.R.D / Nr. 87 in de Single Top 100                                  |
| Believe it                                                    | 27-03-2020            | 28-03-2020            | tip30*          |              | met PartyNextDoor                                                          |
| Lift Me Up                                                    | 2022                  | 04-11-2022            | 14              | 10           | Soundtrack Black Panther                                                   |

| Single met hitnotering(en) in de Vlaamse Ultratop 50 | Datum van verschijnen | Datum van binnenkomst | Hoogste positie | Aantal weken | Opmerkingen                                       |
| ---------------------------------------------------- | --------------------- | --------------------- | --------------- | ------------ | ------------------------------------------------- |
| Pon de Replay                                        | 2005                  | 17-09-2005            | 5               | 20           | Nr. 4 in de Radio 2 Top 30                        |
| If It's Lovin' that You Want                         | 2005                  | 31-12-2005            | 25              | 10           | Nr. 19 in de Radio 2 Top 30                       |
| SOS                                                  | 2006                  | 22-04-2006            | 2               | 15           | Nr. 2 in de Radio 2 Top 30                        |
| Unfaithful                                           | 2006                  | 29-07-2006            | 3               | 19           | Nr. 2 in de Radio 2 Top 30 / Goud                 |
| We Ride                                              | 2006                  | 16-12-2006            | 40              | 6            | Nr. 28 in de Radio 2 Top 30                       |
| Break It Off                                         | 2007                  | 24-03-2007            | tip10           | -            | met Sean Paul                                     |
| Umbrella                                             | 2007                  | 02-06-2007            | 1(3wk)          | 33           | met Jay-Z / Nr. 21 in de Radio 2 Top 30 / Platina |
| Shut Up and Drive                                    | 2007                  | 15-09-2007            | 9               | 13           |                                                   |
| Don't Stop the Music                                 | 2007                  | 13-10-2007            | 1(8wk)          | 32           | Nr. 1 in de Radio 2 Top 30 / Platina              |
| Hate That I Love You                                 | 2008                  | 12-04-2008            | 23              | 8            | met Ne-Yo / Nr. 12 in de Radio 2 Top 30           |
| Take a Bow                                           | 2008                  | 28-06-2008            | 13              | 16           | Nr. 13 in de Radio 2 Top 30                       |
| Disturbia                                            | 2008                  | 30-08-2008            | 1(1wk)          | 21           | Nr. 2 in de Radio 2 Top 30 / Goud                 |
| Live Your Life                                       | 2008                  | 06-12-2008            | 15              | 12           | met T.I.                                          |
| If I Never See Your Face Again                       | 2008                  | 20-12-2008            | tip18           | -            | met Maroon 5                                      |
| Rehab                                                | 2008                  | 20-12-2008            | tip14           | -            |                                                   |
| Run This Town                                        | 2009                  | 12-09-2009            | 28              | 10           | met Jay-Z & Kanye West                            |
| Russian Roulette                                     | 2009                  | 21-11-2009            | 5               | 14           |                                                   |
| Stranded (Haiti Mon Amour)                           | 2010                  | 30-01-2010            | 39              | 2            | met Jay-Z, Bono & The Edge                        |
| Rude Boy                                             | 2010                  | 06-03-2010            | 3               | 16           | Nr. 18 in de Radio 2 Top 30 / Goud                |
| Te Amo                                               | 2010                  | 19-06-2010            | 10              | 14           | Nr. 11 in de Radio 2 Top 30                       |
| Love the Way You Lie                                 | 2010                  | 03-07-2010            | 1(1wk)          | 28           | met Eminem / Goud                                 |
| Only Girl (In the World)                             | 2010                  | 25-09-2010            | 2               | 21           | Platina                                           |
| What's My Name?                                      | 2010                  | 27-11-2010            | 28              | 12           | met Drake                                         |
| Who's That Chick?                                    | 2010                  | 04-12-2010            | 6               | 18           | met David Guetta / Goud                           |
| S&M                                                  | 2011                  | 12-02-2011            | 3               | 20           | Goud                                              |
| All of the Lights                                    | 2011                  | 26-03-2011            | 27              | 10           | met Kanye West & Kid Cudi                         |
| California King Bed                                  | 2011                  | 03-06-2011            | 9               | 11           | Nr. 8 in de Radio 2 Top 30                        |
| Man Down                                             | 2011                  | 13-08-2011            | 3               | 16           | Goud                                              |
| Cheers (Drink to That)                               | 2011                  | 17-09-2011            | tip12           | -            |                                                   |
| Fly                                                  | 2011                  | 17-09-2011            | tip24           | -            | met Nicki Minaj                                   |
| We Found Love                                        | 2011                  | 01-10-2011            | 3               | 24           | met Calvin Harris / Platina                       |
| You da One                                           | 2011                  | 21-01-2012            | 39              | 5            |                                                   |
| Talk That Talk                                       | 2012                  | 17-03-2012            | tip4            | -            | met Jay-Z                                         |
| Take Care                                            | 28-11-2011            | 28-04-2012            | 36              | 4            | met Drake                                         |
| Where Have You Been                                  | 2012                  | 05-05-2012            | 9               | 22           | Goud                                              |
| Princess of China                                    | 2012                  | 09-06-2012            | 20              | 11           | met Coldplay                                      |
| Diamonds                                             | 2012                  | 06-10-2012            | 3               | 31           | Nr. 2 in de Radio 2 Top 30 / Platina              |
| Right Now                                            | 2012                  | 01-12-2012            | 34              | 4            | met David Guetta                                  |
| Nobody's Business                                    | 2013                  | 12-01-2013            | tip19           | -            | met Chris Brown                                   |
| Stay                                                 | 2013                  | 23-02-2013            | 3               | 23           | met Mikky Ekko / 1 in de Radio 2 Top 30 / Platina |
| Pour It Up                                           | 22-03-2013            | 04-05-2013            | tip18           | -            |                                                   |
| What Now                                             | 2013                  | 03-08-2013            | tip3            | -            | met David Guetta                                  |
| The Monster                                          | 2013                  | 09-11-2013            | 2               | 19           | Goud / met Eminem                                 |
| Can't Remember to Forget You                         | 2014                  | 25-01-2014            | 9               | 14           | met Shakira                                       |
| FourFiveSeconds                                      | 24-01-2015            | 07-02-2015            | 5               | 18           | Platina / met Kanye West & Paul McCartney         |
| Towards the Sun                                      | 2015                  | 07-03-2015            | tip56           | -            | Home Soundtrack                                   |
| Bitch Better Have My Money                           | 26-03-2015            | 04-04-2015            | 27              | 3            |                                                   |
| American Oxygen                                      | 2015                  | 25-04-2015            | tip2            | -            |                                                   |
| Work                                                 | 27-01-2016            | 06-02-2016            | 6               | 16           | Platina / met Drake                               |
| Famous                                               | 01-04-2016            | 16-04-2016            | tip2            | -            | met Kanye West & Swizz Beatz                      |
| Kiss It Better                                       | 30-03-2016            | 30-04-2016            | tip15           | -            |                                                   |
| This Is What You Came For                            | 29-04-2016            | 07-05-2016            | 4               | 22           | 2x Platina / met Calvin Harris                    |
| Nothing is promised                                  | 2016                  | 18-06-2016            | tip             | -            | met Mike Will Made-It                             |
| Needed Me                                            | 30-04-2016            | 07-05-2016            | tip22           | -            |                                                   |
| Sledgehammer                                         | 2016                  | 16-07-2016            | 40              | 2            | filmsong Star Trek: Beyond                        |
| Too Good                                             | 2016                  | 30-07-2016            | 9               | 17           | met Drake                                         |
| Love on the Brain                                    | 2016                  | 14-01-2017            | 33              | 9            | Goud                                              |
| Sex with me                                          | 2017                  | 04-03-2017            | tip             | -            |                                                   |
| Selfish                                              | 2017                  | 18-03-2017            | tip4            | -            | met Future                                        |
| Wild Thoughts                                        | 2017                  | 01-07-2017            | 5               | 17           | met DJ Khaled & Bryson Tiller                     |
| Loyalty                                              | 2017                  | 19-08-2017            | tip30           | -            | met Kendrick Lamar                                |
| Lemon                                                | 2017                  | 11-11-2017            | tip7            | -            | met N.E.R.D                                       |
| Lift Me Up                                           | 2022                  | 06-11-2022            | 13              | 10*          |                                                   |

### NPO Radio 2 Top 2000
| Nummers met noteringen in de NPO Radio 2 Top 2000 | '13  | '14  | '15  | '16  | '17  | '18  | '19  | '20  | '21  | '22  | '23  | '24  |
| ------------------------------------------------- | ---- | ---- | ---- | ---- | ---- | ---- | ---- | ---- | ---- | ---- | ---- | ---- |
| Diamonds                                          | 559  | 1057 | 1291 | 1722 | 1742 | 1492 | 1804 | 1958 | -    | -    | 1727 | -    |
| FourFiveSeconds (met Kanye West & Paul McCartney) | ×    | ×    | -    | 1708 | -    | 1875 | -    | -    | -    | -    | -    | -    |
| Love on the Brain                                 | ×    | ×    | ×    | -    | -    | -    | -    | -    | -    | -    | -    | 1977 |
| Love the Way You Lie (met Eminem)                 | -    | -    | -    | -    | -    | -    | -    | -    | 1367 | 1274 | 934  | 1032 |
| Man Down                                          | -    | 1907 | 1965 | -    | -    | 1680 | 1673 | 1848 | -    | -    | -    | -    |
| Stay (met Mikky Ekko)                             | 1441 | 707  | 1000 | 1456 | 1778 | 1441 | 1708 | 1981 | 1900 | -    | -    | 1786 |
| The Monster (met Eminem)                          | -    | -    | -    | -    | -    | 1382 | 1418 | 1478 | 1928 | 1801 | 1451 | 1437 |

1. ↑  Een '-' betekent dat het nummer niet was genoteerd, een '×' betekent dat het nummer nog niet was uitgebracht en een vetgedrukt getal geeft de hoogste notering van een nummer aan.
2. ↑  2013 was het eerste jaar met een notering voor Rihanna.

## Filmografie

### Films
- 2006: Bring It On: All or Nothing – zichzelf
- 2012: Battleship – onderofficier Cora 'Weps' Raikes
- 2013: This Is the End – "zichzelf"
- 2014: Annie – maangodin in fictieve film MoonQuake Lake
- 2015: Home – Gratuity 'Tip' Tucci (stem)
- 2017: Valerian and the City of a Thousand Planets – Bubble
- 2018: Ocean's 8 – Nine Ball
- 2025: Smurfs – Smurfin (stem)

### Televisieprogramma's
- 2006: Las Vegas (gastactrice)
- 2006: All My Children (gastactrice)
- 2006: My Super Sweet 16 (gastactrice)
- 2007: Once Upon a Prom (gastactrice)

### Dvd's
| Dvd's met hitnoteringen in de Nederlandse Music Top 30 | Datum van verschijnen | Datum van binnenkomst | Hoogste positie | Aantal weken | Opmerkingen |
| ------------------------------------------------------ | --------------------- | --------------------- | --------------- | ------------ | ----------- |
| Good Girl Gone Bad Live                                | 2008                  | 21-06-2008            | 7               | 15           |             |
| Loud Tour Live at the O2                               | 2012                  | 22-12-2012            | 7               | 31           |             |
| 777 - A Tour Documentary                               | 2013                  | 25-05-2013            | 23              | 5            |             |

### Videografie
| Jaar | Titel                                             | Album                                          | Regisseur                                         |
| ---- | ------------------------------------------------- | ---------------------------------------------- | ------------------------------------------------- |
| 2005 | Pon de Replay                                     | Music of the Sun                               | Little X                                          |
| 2006 | If It's Lovin' that You Want                      | Music of the Sun                               | Marcus Raboy                                      |
| 2006 | SOS                                               | A Girl Like Me                                 | Chris Applebaum                                   |
| 2006 | Unfaithful                                        | A Girl Like Me                                 | Anthony Mandler                                   |
| 2006 | We Ride                                           | A Girl Like Me                                 | Anthony Mandler                                   |
| 2007 | Umbrella                                          | Good Girl Gone Bad                             | Chris Applebaum                                   |
| 2007 | Shut Up and Drive                                 | Good Girl Gone Bad                             | Anthony Mandler                                   |
| 2007 | Don't Stop the Music                              | Good Girl Gone Bad                             | Taj                                               |
| 2007 | Hate That I Love You                              | Good Girl Gone Bad                             | Anthony Mandler                                   |
| 2008 | Take a Bow                                        | Good Girl Gone Bad                             | Anthony Mandler                                   |
| 2008 | If I Never See Your Face Again                    | Good Girl Gone Bad                             | Anthony Mandler                                   |
| 2008 | Disturbia                                         | Good Girl Gone Bad                             | Anthony Mandler                                   |
| 2008 | Rehab (ft. Justin Timberlake)                     | Good Girl Gone Bad                             | Anthony Mandler                                   |
| 2008 | Live Your Life (ft. T.I.)                         | Paper Trail (T.I.)                             | Anthony Mandler                                   |
| 2009 | Run This Town (ft. Jay-Z & Kanye West)            | The Blueprint 3 (Jay-Z)                        | Anthony Mandler                                   |
| 2009 | Wait Your Turn                                    | Rated R.                                       | Anthony Mandler                                   |
| 2009 | Russian Roulette                                  | Rated R.                                       | Anthony Mandler                                   |
| 2009 | Hard (ft. Young Jeezy)                            | Rated R.                                       | Melina Matsoukas                                  |
| 2010 | Rude Boy                                          | Rated R.                                       | Melina Matsoukas                                  |
| 2010 | Rockstar 101 (ft. Slash)                          | Rated R.                                       | Melina Matsoukas                                  |
| 2010 | Te Amo                                            | Rated R.                                       | Anthony Mandler                                   |
| 2010 | Love the Way You Lie (ft. Eminem)                 | Recovery (Eminem)                              | Joseph Kahn                                       |
| 2010 | Only Girl (In the World)                          | Loud                                           | Anthony Mandler                                   |
| 2010 | What's My Name? (ft. Drake)                       | Loud                                           | Philip Andelman                                   |
| 2010 | Who's That Chick? (Day) (ft. David Guetta)        | One More Love (David Guetta)                   | Jonas Åkerlund                                    |
| 2010 | Who's That Chick? (Night) (ft. David Guetta)      | One More Love (David Guetta)                   | Jonas Åkerlund                                    |
| 2011 | S&M                                               | Loud                                           | Melina Matsoukas                                  |
| 2011 | All of the Lights (ft. Kanye West & Kid Cudi)     | My Beautiful Dark Twisted Fantasy (Kanye West) | Hype Williams                                     |
| 2011 | California King Bed                               | Loud                                           | Anthony Mandler                                   |
| 2011 | Man Down                                          | Loud                                           | Anthony Mandler                                   |
| 2011 | Fly (ft. Nicki Minaj)                             | Pink Friday (Nicki Minaj)                      | Sanaa Hamri                                       |
| 2011 | Cheers (Drink to That)                            | Loud                                           | Evan Rogers & Ciara Pardo                         |
| 2011 | We Found Love                                     | Talk That Talk                                 | Melina Matsoukas                                  |
| 2011 | You da One                                        | Talk That Talk                                 | Melina Matsoukas                                  |
| 2012 | Take Care (ft. Drake)                             | Take Care (Drake)                              | Yoann Lemoine                                     |
| 2012 | Where Have You Been                               | Talk That Talk                                 | Dave Meyers                                       |
| 2012 | Princess of China (ft. Coldplay)                  | Mylo Xyloto (Coldplay)                         | Adria Petty & Alan Bibby                          |
| 2012 | Diamonds                                          | Unapologetic                                   | Anthony Mandler                                   |
| 2013 | Stay (ft. Mikky Ekko)                             | Unapologetic                                   | Sophie Muller                                     |
| 2013 | Pour It Up                                        | Unapologetic                                   | Rihanna                                           |
| 2013 | What Now                                          | Unapologetic                                   | Jonathan Craven, Simon McLoughlin & Jeff Nicholas |
| 2013 | The Monster (ft. Eminem)                          | The Marshall Mathers LP 2 (Eminem)             | Rich Lee                                          |
| 2014 | Can't Remember to Forget You (ft. Shakira)        | Shakira. (Shakira)                             | Joseph Kahn                                       |
| 2015 | FourFiveSeconds (ft. Kanye West & Paul McCartney) | geen                                           | Inez van Lamsweerde & Vinoodh Matadin             |
| 2015 | American Oxygen                                   | geen                                           | Darren Craig                                      |
| 2015 | Bitch Better Have My Money                        | geen                                           | Rihanna & Megaforce                               |
| 2016 | Work (1) (ft. Drake)                              | Anti                                           | Director X                                        |
| 2016 | Work (2) (ft. Drake)                              | Anti                                           | Tim Erem                                          |
| 2016 | Kiss It Better                                    | Anti                                           | Craig McDean                                      |
| 2016 | Needed Me                                         | Anti                                           | Harmony Korine                                    |

## Tournees
- Rihanna: Live in Concert Tour (2006)
- Good Girl Gone Bad Tour (2007–2009)
- Last Girl on Earth Tour (2010–2011)
- Loud Tour (2011)
- Diamonds World Tour (2013)
- The Monster Tour, met Eminem (2014)
- Anti World Tour (2016)